# Valdemaro III di Danimarca
Valdemaro III di Danimarca (1314 – 1364) fu re di Danimarca per breve tempo, dal 1326 al 1329, oltre che Duca di Schleswig nel 1325-26 e nel 1330-64.
Valdemaro fu un re rivale, instaurato contro il fallimentare Cristoforo II, e fu ampiamente avversato da molti dei suoi sudditi. Il suo regno ebbe fine quando abdicò.

## Biografia
Il padre di Valdemaro era il duca Eric II di Schleswig e la madre era Adelaide di Holstein, figlia di Enrico I di Rendsborg.
Quando il suo lontano parente e capo del ramo rivale della famiglia reale, Cristoforo II di Danimarca, venne esiliato dal suo regno,  i maggiori nobili danesi e dell'Holstein dovettero scegliere un nuovo re. La loro scelta ricadde sull'undicenne duca Valdemaro V di Schleswig, che era a capo del ramo discendente da re Abele di Danimarca. A causa della giovane età, suo zio materno, il potente conte Gerardo di Rendsborg (Gerardo III di Holstein) che era anche il principale detentore di pegni della Danimarca ipotecata, venne nominato come reggente e guardiano ("grev Gert eller Den kullede Greve").
Le premesse all'ascesa di Valdemaro furono quanto meno vincolanti quanto lo furono quelle di Cristoforo. Ci fu qualche nuova stipulazione, come quella per cui tutti i castelli reali in Scania sarebbero stati demoliti, e tutti i nobili ricevettero il diritto di fortificare le loro proprietà. L'accordo più importante comunque, fu la cosiddetta Constitutio Valdemariana che prometteva che in futuro, nessuno avrebbe potuto essere contemporaneamente regnante dello Schleswig e della Danimarca.
Valdemaro di conseguenza cedette il suo patrimonio, lo Schleswig, e lo affidò al suo zio e guardiano, ragion per cui il primo degli Holstein divenne un duca: Gerardo, duca dello Jutland (o Sonderjylland o Schleswig).
La Danimarca a questo punto era in pratica retta completamente da un gruppo di nobili. Questi non furono popolari tra i contadini. Alcuni dei nobili erano stranieri e molti imposero nuove tasse. Nel 1328, i contadini della Zelanda insorsero, anche se la rivolta venne soppressa. Nel 1329 fu la volta dello Jutland. Qui i rivoltosi ebbero un successo maggiore, ma vennero infine anch'essi schiacciati. Alla fine il conte Gerardo abdicò in nome del re, e nel 1329 a Cristoforo II fu permesso di riascendere al trono. Valdemaro tornò ad essere Duca di Schleswig.
Nel 1340, Valdemaro diede l'unica sorella, Edvige di Schleswig, in sposa a Valdemaro IV, il nuovo re di Danimarca. Durante il resto del suo regno portò avanti una politica mutevole nei confronti della Danimarca, per la quale la guerra si alternò alla cooperazione.
Valdemaro morì nel 1364. Fu sposato con Riccarda di Schwerin. La coppia ebbe due figli; Enrico (morto nel 1375) e Valdemaro (morto nel 1364). Il più vecchio dei due, Enrico, succedette al padre come duca di Schleswig.